# Bartolomeo platform

Rappresentazione della piattaforma Bartolomeo agganciata al modulo Columbus

La piattaforma Bartolomeo (Bartolomeo Platform) è una piattaforma di ricerca esterna della Stazione spaziale internazionale (ISS), realizzata dalla Airbus ed agganciata posteriormente del modulo europeo Columbus per effettuare esperimenti che non possono essere svolti internamente alla ISS.
Al componente è stato dato il nome del figlio più giovane dell'esploratore Cristoforo Colombo.

## Realizzazione
La piattaforma è stata realizzata per scopi commerciali da Airbus, usando propri fondi di investimento, circa 40 milioni € ed è gestita in cooperazione con l'Agenzia spaziale europea.
Questa piattaforma rappresenta la prima partnership commerciale europea che offre l'opportunità di testare tecnologiche ed effettuare ricerche scientifiche all'esterno della ISS.
Il lancio della piattaforma è avvenuto  il 6 marzo 2020.

## Caratteristiche e scopo
La piattaforma Bartolomeo può ospitare contemporaneamente fino ad una dozzina di moduli sperimentali, inizialmente della dimensione di massimo 3U  e può fornire a questi l'alimentazione elettrica e il collegamento dati con la Terra necessari al funzionamento dei moduli.
I vari moduli  vengono lanciati attraverso capsule non pressurizzate e montate sulla piattaforma attraverso il sistema robotizzato della ISS o attività extraveicolari. Cuore del sistema è la nuova tecnologia di aggancio per i moduli sperimentali chiamata General-purpose Oceaneering Latching Device (GOLD) che permette di montare i carichi fino a 250 kg e 0,5 m³.
Grazie alla sua particolare posizione, la piattaforma ed i moduli che ospita hanno una visione diretta della terra da una quota di circa 400 km, permettendo così la possibilità di effettuare osservazioni dell'atmosfera terrestre come la misurazione della concentrazione di gas serra, o il recupero di campioni.
La piattaforma consente quindi di collezionare dati utili per la protezione climatica o per le aziende private che offrono servizi legati alla raccolta e distribuzione di questo genere di dati.
I contratti per ospitare moduli sperimentali vengono raccolti e gestiti, oltre che dalla stessa Airbus, anche dalla Ufficio delle Nazioni Unite per gli affari dello spazio extra-atmosferico (UNOOSA).

## Moduli sperimentali
Il primo modulo sperimentale ospitato dalla piattaforma, il  Multi-Needle Langmuir Probe (m-NLP), è stato annunciato verso l'inizio del 2020 e consiste in un modulo, per la misurazione delle densità dei plasmi ionosferici, sviluppato dall'Università di Oslo e da un'azienda norvegese.
Il modulo, l'unico attualmente in grado di rilevare le variazioni di densità con risoluzioni inferiori al metro, è finanziato attraverso il programma ESA PRODEX ed è previsto venga lanciato con la missione di rifornimento NG-14 nell'ottobre 2020.